# Lekeryds socken
Lekeryds socken i Småland ingick i Tveta härad, ingår sedan 1971 i Jönköpings kommun i Jönköpings län och motsvarar från 2016 Lekeryds distrikt.
Socknens areal är 69,79 kvadratkilometer, varav land 67,53. År 2000 fanns här 1 529 invånare. Tätorten Lekeryd med sockenkyrkan Lekeryds kyrka ligger i socknen. 

## Administrativ historik
Lekeryds socken har medeltida ursprung.
Vid kommunreformen 1862 övergick socknens ansvar för de kyrkliga frågorna till Lekeryds församling och för de borgerliga frågorna till Lekeryds landskommun. Denna utökades 1952 i och uppgick 1971 i Jönköpings kommun.  Församlingen utökades 2006.
1 januari 2016 inrättades distriktet Lekeryd, med samma omfattning som församlingen hade 1999/2000.  
Socknen har tillhört samma fögderier och domsagor som Tveta härad. De indelta soldaterna tillhörde Jönköpings regemente, Livkompaniet och Smålands grenadjärkår, Jönköpings kompani.

## Geografi
Lekeryds socken ligger öster om Huskvarna kring Huskvarnaån och Stensjön. Socken består av dalgångsbygder utmed ån, i övrigt av höglänt skogsbygd med höjder som i öster som når 329 meter över havet.

## Fornlämningar
Känt från socknen är flera gravrösen med stensättningar från bronsåldern och äldre järnåldern samt elva gravfält från äldre och yngre järnåldern.

## Namnet
Namnet (1333 Lekarydh ) kommer från kyrkbyn. Förleden är sannolikt lekare, 'gycklare, spelman'. Efterleden är ryd, röjning.

### Fotnoter
1. 1 2  Svensk Uppslagsbok andra upplagan 1947–1955: Lekeryd socken
2. 1 2  Harlén, Hans; Harlén Eivy (2003). Sverige från A till Ö: geografisk-historisk uppslagsbok. Stockholm: Kommentus. Libris 9337075. ISBN 91-7345-139-8
3. ↑  ”Församlingar”. Statistiska centralbyrån. https://www.scb.se/hitta-statistik/regional-statistik-och-kartor/regionala-indelningar/forsamlingar/. Läst 30 december 2022.
4. ↑  Administrativ historik för Lekeryd socken (Klicka på församlingsposten). Källa: Nationella arkivdatabasen, Riksarkivet.
5. ↑  Indelta soldater, torp och rotar i Jönköpings län Arkiverad 24 januari 2012 hämtat från the Wayback Machine. Jönköpingsbygdens Genealogiska Förening
6. 1 2  Sjögren, Otto (1931). Sverige geografisk beskrivning del 2 Östergötlands, Jönköpings, Kronobergs, Kalmar och Gotlands län. Stockholm: Wahlström & Widstrand. Libris 9939
7. 1 2  Nationalencyklopedin
8. ↑  Fornlämningar, Statens historiska museum: Lekeryds socken
9. ↑  Fornminnesregistret, Riksantikvarieämbetet: Lekeryds socken Fornminnen i socknen erhålls på kartan genom att skriva in sockennamn (utan "socken") i "Ange geografiskt område"
10. ↑  Mats Wahlberg, red (2003). Svenskt ortnamnslexikon. Uppsala: Institutet för språk och folkminnen. Libris 8998039. ISBN 91-7229-020-X. https://isof.diva-portal.org/smash/get/diva2:1175717/FULLTEXT02.pdf